# Dan Reed (réalisateur)
Pour les articles homonymes, voir Reed.
Ne doit pas être confondu avec le chanteur américain Dan Reed.
Dan Reed, né en décembre 1964 au Royaume-Uni, est un réalisateur et producteur de cinéma et de télévision britannique. Il s'est spécialisé dans la production de documentaires sur des affaires criminelles.

## Biographie
Début 2019, son documentaire Leaving Neverland, centré sur les accusations de deux hommes (Wade Robson et James Safechuck) ayant fréquenté le ranch de Neverland lorsqu'ils étaient enfants, relance les accusations d'abus sexuels sur mineurs à l'encontre de Michael Jackson et provoque une intense controverse.

## Filmographie
Sauf indication contraire, les informations mentionnées dans cette section peuvent être confirmées par la base de données cinématographiques IMDb,  présente dans la section « Liens externes ».
- 2000 : The Valley
- 2009 : Terror in Mumbai
- 2014 : The Peadophile Hunter
- 2016 : 3 Days of Terror: The Charlie Hebdo Attacks
- 2017 : Calais, the End of the Jungle
- 2019 : Leaving Neverland